# Ephraim Mashaba
Ephraim Mashaba est un ancien footballeur sud-africain, né le 6 août 1950 à Soweto (Afrique du Sud).

## Biographie

### Entraîneur
Il dirige les joueurs sud-africains lors de la Coupe d'Afrique des nations 2015 organisée en Guinée équatoriale.